# 文茹萊茨鄉
44°26′N 22°48′E / 44.433°N 22.800°E
文茹萊茨鄉（羅馬尼亞語：Comuna Vânjuleț, Mehedinți），是羅馬尼亞的鄉份，位於該國西南部，由梅赫丁茨縣負責管轄，處於布加勒斯特以西260公里，每年平均降雨量1,043毫米，海拔高度86米，2007年人口1,917。